# Un giorno di regno

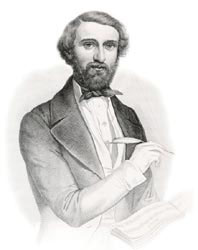
Giuseppe Verdi 1842.

Un giorno di regno, ossia Il finto Stanislao (Konung för en dag, eller Den falske Stanislav) är en opera (Melodramma giocosa) i två akter med musik av Giuseppe Verdi och libretto av Felice Romani, som är en omarbetning av ett tidigare libretto till Adalbert Gyrowetz opera Il finto Stanislao (1818), i sin tur baserad på Alexandre Vincent Pineaux-Duvals skådespel Le faux Stanislas (1808).

## Historia
Un giorno di regno var Verdis andra opera, beställd av La Scalas impressario Bartolomeo Merelli. Han rekommenderade Gaetano Rossi som librettist, men då han plötsligt ville ha en komisk opera fick Verdi istället Felice Romanis text Il finto Stanislao, som redan hade försetts med musik av Gyrowetz 1818 dock utan framgång. Verdis opera gjorde dock också fiasko vid premiären den 5 september 1840 på La Scala i Milano och togs genast ned. Verdi såg den aldrig mer och blev så besviken över nederlaget att han bestämde sig för att aldrig mer skriva en opera. Till råga på allt tillkom operan i en för Verdi mycket tragisk livssituation. Han hade under kort tid förlorat båda sina barn och sin första hustru. 
Dock är det ett misstag att tro att Un giorno di regno under Verdis livstid en gång för alla blev ett enda stort fiasko. Fem år efter misslyckandet i Milano upplevde stycket säsongen 1845-46 under den ursprungliga titeln Il finto Stanislao en rad föreställningar i Venedig, och den sattes även senare upp på Teatro San Carlo i Neapel 1859.

## Personer
- Cavaliere di Belfiore, under namnet Stanislao, kung av Polen (baryton)
- Baron di Kelbar (bas)
- Markisinnan del Poggio, en ung änka, baronens brorsdotter, di Belfiores älskade (sopran)
- Giulietta di Kelbar, baronens dotter, Edoardos älskade (mezzosopran)
- Edoardo di Sanval, en ung officer (tenor)
- Signor La Rocca, Bretagnes skattmästare, Edoardos onkel (bas)
- Greve Ivrea, Brests kommendant (tenor)
- Delmonte, Stanislaos stallmästare (bas)
- Kammartjänare och kammarjungfrur, baronens vasaller (kör)

## Handling
Akt I
På baron Kelbars slott i närheten av Brest förbereder man dubbelbröllop, men ingen av brudarna är glada. Baronens dotter Giulietta skall giftas bort med skattmästaren La Rocca fastän hon älskar hans brorson Edoardo, och baronens syster skall äkta Brests kommendant, greve Ivrea, därför att hon tror att hennes fästman Belfiore har övergett henne. Han är emellertid utsänd på ett hemligt uppdrag där han skall uppträda som den polske kungen Stanisław I Leszczyński så att den riktige kungen utan missöden skall kunna nå Warszawa. Då han anländer till Kelbars slott blir han mottagen med vördnad och inbjuds till dubbelbröllopet, men så får han veta att den ena bruden är hans egen trolovade och sänder genast ett brev till det polska hovet där han ber att få bli befriad från sitt uppdrag. Edoardo vill lämna Brest och anhåller om att få bli medlem av den förmodade kungens svit. Denne utnämner honom till löjtnant, och då de promenerar i parken tillsammans med baronen och skattmästaren möter de Giulietta. Kungen ber Edoardo konversera Giulietta medan han själv utbreder sig i militära ämnen med de båda herrarna. Markisinnan ansluter sig till sällskapet och blir konfys då hon förställs för den polske "kungen" och tycker sig känna igen sin före detta fästman Belfiore.
Akt II
Belfiore vill hjälpa Edoardo och Giulietta och erbjuder därför skattmästaren den polska prinsessan Ineskas hans, och då baronen kommer med äktenskapskontraktet förklarar La Rocca att han har ändrat sig. Baronen vill utmana honom på duell, men "kungen" går emellan och förebrår dem deras ovärdiga uppträdande. I sin egenskap av kung av Polen beordrar Belfiore La Rocca att överlåta ett av sina slott på sin brorson och en summa pengar så att han kan överta morbroderns försmådda brud Giulietta på ett sätt som anstår henne. La Rocca går med på förslaget men baronen är fortfarande ursinnig, och de rusar iväg för att duellera. Belfiore har alltså löst Giuliettas och Edoardos problem men kan ännu inte ge sig tillkänna för markisinnan, trots att han får höra att greve Ivrea är på väg att hämta sin brud och hon själv antyder att hon skulle välja sin före detta fästman om han uppenbarade sig och hävdade sitt anspråk. Då baronen kommer med Ivrea försöker Belfiore få vigseln uppskjuten genom att befalla Ivrea att följa med på ett hemligt uppdrag, men just då får Belfiore ett brev där det står att den riktige kungen har anlänt välbehållen till Warszawa. Nu kan han ge sig tillkänna som Belfiore. Han kräver nu att få sin riktiga brud och det planerade dubbelbröllopet kan äntligen firas men med de rätta brudgummarna.